# 香港港口及航運局
香港港口及航運局（英語：Hong Kong Port and Maritime Board）是一個香港非法定機構，1998年6月成立，前稱港口發展局。促進香港航運業，並推動香港作為國際航運中心。因應《鞏固香港作為國際航運中心地位研究》的建議，於2003年6月成立的兩個獨立的非法定機構──香港港口發展局及香港航運發展局，以取代香港港口及航運局。2016年，兩個機構重新合併為香港海運港口局。

## 外部連結
- 香港港口及航運局